# Marie Roch Louis Reybaud
Marie Roch Louis Reybaud (Marsella, 15 d'agost de 1799 – París, 26 o 28 octubre de 1879), fou un escriptor, polític i economista francès.
Després de viatjar a Xam i a l'Índia, va tornar a París el 1829. A més d'escriure per a la premsa Radical, va editar l'obra Histoire scientifique et militaire de l'expédition française en Égypte en deu volums (1830–36) i Jules Dumont d'Urville Voyage au tour du monde (1833).
El 1840 va publicar Études sur les réformateurs ou socialistes modernes quin li va suposar el Premi Montyon (1841) i un lloc en l'Académie des Sciences Morales et Politiques (1850). El 1843 va publicar Jérôme Paturot à la recherche d'une position sociale, una sàtira social que va tenir un èxit prodigiós. El 1846 va abandonar les seves idees democràtiques, i va ser elegit ajudant liberal per Marseille.
Reybaud fou membre primerenc de la Société d'économie politique creada el 1842 per Pellegrino Rossi.
El seu Jérôme Paturot un la recherche de 10 meilleure des republiques (1848) era una sàtira en les idees republicanes noves. Després del cop d'estat de 1849 va deixar de participar en la vída pública, i es va dedicar enterament a l'estudi d'economia política. A aquest període pertany el seu La Vie de l'emploi (1855); L'Industrie en Europe (1856); i Études sur le régime de nos manufactures (1859); Le coton: Son régime, ses problèmes, (1863).